# Стационе ди Тито (Потенца)
Стационе ди Тито (итал. Stazione di Tito) је насеље у Италији у округу Потенца, региону Базиликата.
Према процени из 2011. у насељу је живело 318 становника. Насеље се налази на надморској висини од 793 м.